# Acridocarpus mayumbensis
Acridocarpus mayumbensis là một loài thực vật có hoa trong họ Malpighiaceae. Loài này được Gonç. & E.Launert mô tả khoa học đầu tiên năm 1984.